# 濱剪刀股
濱剪刀股(學名:Ixeris repens)是多年生草本植物，菊科屬，別名有濱苦菜、沙苦苣，莖長匍匐於沙中，葉互生，具有長柄，長約莫2.5到8.5公分，厚質光滑，3到5角狀心形，屬全緣或是呈現鋸齒狀。分佈於台灣北部海岸、澎湖及綠島。